# Repesca Concacaf-OFC por la clasificación para la Copa Mundial de Fútbol de 2022
La repesca entre Concacaf y OFC por la clasificación para la Copa Mundial de Fútbol de 2022 se desarrolló a un solo partido en campo neutral. Entre Costa Rica, que ocupó el cuarto puesto del torneo clasificatorio de la Concacaf y Nueva Zelanda, ganador de la clasificatoria de la OFC.

## Antecedentes
Esta fue la cuarta repesca intercontinental consecutiva para Nueva Zelanda. Habiendo disputado la primera para el Mundial de Sudáfrica 2010 y donde ganó a Baréin por 1 a 0 en el marcador global. La segunda que disputó fue por la clasificación para el Mundial de Brasil 2014, donde perdió contra México por 9 a 3 en el marcador global. La tercera y penúltima fue por la clasificación para el Mundial de Rusia 2018, donde perdió contra Perú por 2 a 0 en el marcador global.
Fue también la segunda repesca intercontinental para Costa Rica. La primera que disputó fue por la clasificación para el Mundial de Sudáfrica 2010, donde perdió contra Uruguay por 2 a 1 en el marcador global.

## Partido
Se desarrolló en Rayán, Catar, el 14 de junio de 2022.
Costa Rica, que obtuvo el cuarto puesto en la ronda final de la Concacaf, se enfrentó en la repesca intercontinental a partido único a Nueva Zelanda, que ganó la eliminatoria de la OFC, para definir al último clasificado para la cita mundialista de Catar 2022.

### Ficha
| 1          | Guardameta     | Keylor Navas         |       |
| 4          | Defensa        | Keysher Fuller       | 46'   |
| 6          | Defensa        | Óscar Duarte         |       |
| 15         | Defensa        | Francisco Calvo      |       |
| 8          | Defensa        | Bryan Oviedo         |       |
| 17         | Centrocampista | Yeltsin Tejeda       |       |
| 5          | Centrocampista | Celso Borges         | 79'   |
| 12         | Centrocampista | Joel Campbell        | 90+3' |
| 9          | Centrocampista | Jewison Bennette     | 46'   |
| 13         | Centrocampista | Gerson Torres        | 46'   |
| 7          | Delantero      | Anthony Contreras    |       |
| Entrenador | Entrenador     | Luis Fernando Suárez |       |

| 1          | Guardameta     | Oliver Sail     |     |
| 4          | Defensa        | Nando Pijnaker  |     |
| 2          | Defensa        | Winston Reid    | 72' |
| 6          | Defensa        | Bill Tuiloma    |     |
| 13         | Defensa        | Liberato Cacace |     |
| 8          | Centrocampista | Joe Bell        |     |
| 15         | Centrocampista | Clayton Lewis   | 80' |
| 20         | Centrocampista | Niko Kirwan     | 79' |
| 19         | Centrocampista | Matthew Garbett | 60' |
| 11         | Delantero      | Alex Greive     | 60' |
| 9          | Delantero      | Chris Wood      |     |
| Entrenador | Entrenador     | Danny Hay       |     |

| 10 | Delantero      | Bryan Ruiz      | 46'   |
| 22 | Defensa        | Carlos Martínez | 46'   |
| 19 | Defensa        | Kendall Waston  | 46'   |
| 20 | Centrocampista | Daniel Chacón   | 79'   |
| 11 | Centrocampista | Johan Venegas   | 90+3' |

| 22 | Delantero      | Ben Waine         | 60' |
| 7  | Delantero      | Kosta Barbarouses | 60' |
| 14 | Delantero      | Elijah Just       | 72' |
| 21 | Defensa        | Tim Payne         | 79' |
| 10 | Centrocampista | Marko Stamenic    | 80' |

| Anotado | 3' | Joel Campbell | 1–0 |

| Amonestado | 90+2' | Anthony Contreras |
| Amonestado | 90+4' | Bryan Ruiz        |

| Amonestado | 70' | Winston Reid |

| Expulsado | 69' | Kosta Barbarouses |

| Árbitro             | Mohammed Abdulla Hassan Mohamed |
| Árbitros asistentes | Mohamed Al-Hammadi              |
| Árbitros asistentes | Hasan Al-Mahri                  |
| Cuarto árbitro      | Abdulrahman Al-Jassim           |
| Quinto árbitro      | Saoud Almaqaleh                 |
| Árbitro VAR         | Abdulla Al-Marri                |
| Asistente VAR       | Khamis Al-Marri                 |

| 1          | Guardameta     | Keylor Navas         |       |
| 4          | Defensa        | Keysher Fuller       | 46'   |
| 6          | Defensa        | Óscar Duarte         |       |
| 15         | Defensa        | Francisco Calvo      |       |
| 8          | Defensa        | Bryan Oviedo         |       |
| 17         | Centrocampista | Yeltsin Tejeda       |       |
| 5          | Centrocampista | Celso Borges         | 79'   |
| 12         | Centrocampista | Joel Campbell        | 90+3' |
| 9          | Centrocampista | Jewison Bennette     | 46'   |
| 13         | Centrocampista | Gerson Torres        | 46'   |
| 7          | Delantero      | Anthony Contreras    |       |
| Entrenador | Entrenador     | Luis Fernando Suárez |       |

| 1          | Guardameta     | Oliver Sail     |     |
| 4          | Defensa        | Nando Pijnaker  |     |
| 2          | Defensa        | Winston Reid    | 72' |
| 6          | Defensa        | Bill Tuiloma    |     |
| 13         | Defensa        | Liberato Cacace |     |
| 8          | Centrocampista | Joe Bell        |     |
| 15         | Centrocampista | Clayton Lewis   | 80' |
| 20         | Centrocampista | Niko Kirwan     | 79' |
| 19         | Centrocampista | Matthew Garbett | 60' |
| 11         | Delantero      | Alex Greive     | 60' |
| 9          | Delantero      | Chris Wood      |     |
| Entrenador | Entrenador     | Danny Hay       |     |

| 10 | Delantero      | Bryan Ruiz      | 46'   |
| 22 | Defensa        | Carlos Martínez | 46'   |
| 19 | Defensa        | Kendall Waston  | 46'   |
| 20 | Centrocampista | Daniel Chacón   | 79'   |
| 11 | Centrocampista | Johan Venegas   | 90+3' |

| 22 | Delantero      | Ben Waine         | 60' |
| 7  | Delantero      | Kosta Barbarouses | 60' |
| 14 | Delantero      | Elijah Just       | 72' |
| 21 | Defensa        | Tim Payne         | 79' |
| 10 | Centrocampista | Marko Stamenic    | 80' |

| Anotado | 3' | Joel Campbell | 1–0 |

| Amonestado | 90+2' | Anthony Contreras |
| Amonestado | 90+4' | Bryan Ruiz        |

| Amonestado | 70' | Winston Reid |

| Expulsado | 69' | Kosta Barbarouses |

| Árbitro             | Mohammed Abdulla Hassan Mohamed |
| Árbitros asistentes | Mohamed Al-Hammadi              |
| Árbitros asistentes | Hasan Al-Mahri                  |
| Cuarto árbitro      | Abdulrahman Al-Jassim           |
| Quinto árbitro      | Saoud Almaqaleh                 |
| Árbitro VAR         | Abdulla Al-Marri                |
| Asistente VAR       | Khamis Al-Marri                 |

| \| Estadísticas \| \| \| \| Tiros \| 4 \| 15 \| \| Tiros a puerta \| 3 \| 4 \| \| Faltas \| 13 \| 14 \| \| Saques de esquina \| 1 \| 6 \| \| Pases \| 302 \| 589 \| \| Pases correctos \| 68 % \| 82 % \| \| Fuera de juego \| 1 \| 0 \| \| Posesión del balón \| 33 % \| 67 % \| |                       |                          |
| Estadísticas | Bandera de Costa Rica | Bandera de Nueva Zelanda |
| Tiros | 4                     | 15                       |
| Tiros a puerta | 3                     | 4                        |
| Faltas | 13                    | 14                       |
| Saques de esquina | 1                     | 6                        |
| Pases | 302                   | 589                      |
| Pases correctos | 68 %                  | 82 %                     |
| Fuera de juego | 1                     | 0                        |
| Posesión del balón | 33 %                  | 67 %                     |

## Clasificado
| Costa Rica                     |
| Copa Mundial de Fútbol de 2022 |
| 6.ª participación              |